# Endertia
Endertia é um género botânico pertencente à família Fabaceae.
Este género apenas tem uma espécie, Endertia spectabilis Steenis & de Wit, que é originária da Ilha de Java e Bornéu na Indonésia.
Trata-se de um género reconhecido pelo sistema de classificação filogenética Angiosperm Phylogeny Website.

## Taxonomia
A espécies foi descrita por Cornelis Gijsbert Gerrit Jan van Steenis e Hendrik Cornelis Dirk de Wit e publicada em Bulletin du Jardin Botanique de Buitenzorg, sér. 3, 27: 324., no ano de 1947.